# Anthopleura minima
Anthopleura minima is een zeeanemonensoort uit de familie Actiniidae.
Anthopleura minima is voor het eerst wetenschappelijk beschreven door Stuckey & Walton in 1910.